# Église Notre-Dame de Molesmes
L'église Notre-Dame de Molesmes est une église située sur la commune de Molesmes, dans le département de l'Yonne, en France.

## Localisation
L'église se trouve au nord du village.

## Historique
Le portail de l'église est classé au titre des monuments historiques en 1977 ; Le reste de l'église est inscrit cette même année.